# 張來徵
張來徵（1510年—？），字獻孚，號泉里，錦衣衛官籍山西臨汾縣人，明朝政治人物。

## 生平
順天府鄉試第一百十五名舉人。嘉靖二十六年（1547年）中式丁未科會試第一百六十三名，登第三甲第五十三名進士。通政司觀政，授真定府推官，升刑部主事，歷员外、郎中，出为岳州、襄陽二知府。

## 家族
曾祖張能，將軍；祖父張武，冠帶總旗；父張詔，前錦衣衛指揮僉事。母楊氏。具庆下。兄張夢徵，知州。